# Кубок Митропы 1940
Кубок Митропы 1940 — 14-й розыгрыш Кубка Митропы. В нём принимали участие восемь команд из Венгрии, Румынии и Югославии.
Розыгрыш кубка остался незавершённым из-за событий Второй мировой войны. В финал соревнования вышли венгерский клуб «Ференцварош» и румынский «Рапид», но финальные матчи не состоялись.

## Четвертьфиналы
| Команда 1           | Итог | Команда 2        | 1-й матч | 2-й матч |
| ------------------- | ---- | ---------------- | -------- | -------- |
| Хунгария            | 1:5  | Рапид (Бухарест) | 1:2      | 0:3      |
| БСК                 | 4:0  | Венус (Бухарест) | 3:0      | 1:0      |
| Славия (Сараево)    | 4:11 | Ференцварош      | 3:0      | 1:11     |
| Граджянски (Загреб) | 5:0  | Уйпешт           | 4:0      | 1:0      |

### Первые матчи
| 17 июня 1940 | Хунгария  | 1:2        | Рапид (Бухарест)           | Будапешт                                                    |
| 17:35 CET | Видор 24′ | (протокол) | Киш 29′ (авт.) · Шипош 56′ | Стадион: Иллёи ут Зрителей: 15 000 Судья: Миленко Подубский |
| Хунгария: Анталь Сабо, Карой Киш, Шандор Биро, Фридьеш Недьеши, Йожеф Тураи, Янош Дудаш, Берталан Беки, Йожеф Видор, Иштван Кардош, Генрих Мюллер, Пал Титкош Рапид (Бухарест): Петре Рэдулеску, Йосиф Сливэц, Йосиф Ленгериу, Винтилэ Коссини, Георге Рэшинару, Йоаким Молдовяну, Вильмош Шипош, Йоан Ветцер, Дьюла Баратки, Дан Гаврилеску, Йон Богдан |           |            |                            |                                                             |

| 18 июня 1940 | БСК                                        | 3:0 | Венус (Бухарест) | Белград                                         |
| | Валяревич 12′ · Николич 18′ · Глишович 64′ |     |                  | Стадион: БСК Зрителей: 4000 Судья: Йожеф Уйвари |
| БСК: Срджян Мркушич, Джордже Стоилькович, Эрнест Дубац, Петар Манола, Првослав Драгичевич, Густав Лехнер, Светислав Глишович, Джордже Вуядинович, Воин Божович, Светислав Валяревич, Милорад Николич Венус (Бухарест): Мирча Давид, Лазэр Сфера, Александру Негреску, Рудолф Деметрович, Густав Юхас, Йон Лупаш, Николае Ене, Силвиу Плоештяну, Юлиу Бодола, Костас Хумис, Траян Йордаке |                                            |     |                  |                                                 |

| 19 июня 1940 | Славия (Сараево)            | 3:0        | Ференцварош | Сараево                                             |
| | Шалипур 9′ · Райлич 36′ 65′ | (протокол) |             | Стадион: Славия Зрителей: 10 000 Судья: Пики Кронер |
| Славия (Сараево): Миленко Крстулович, Славко Загорац, Здравко Павлич, Воислав Марьянович, Иван Главочевич, Воислав Петкович, Воислав Видович, Бранко Шалипур, Милан Райлич, Предраг Джяич, Велислав Лазарович Ференцварош: Дьюла Чикош, Корнель Соика, Дьюла Польгар, Дьюла Лазар, Бела Шароши, Бела Поша, Михай Биро, Дьюла Кишш, Иштван Кисей, Карой Береньи, Ласло Дьетваи |                             |            |             |                                                     |

| 19 июня 1940 | Граджянски (Загреб)                 | 4:0                | Уйпешт | Загреб                                              |
| | Цимерманчич 2′ 69′ · Жалант 74′ 90′ | (протокол) (отчёт) |        | Стадион: Граджянски Зрителей: 5000 Судья: Рэдулеску |
| Граджянски (Загреб): Эмил Урх, Мирослав Брозович, Иван Белошевич, Светозар Джанич, Иван Язбиншек, Мирко Кокотович, Звонимир Цимерманчич, Франьо Вёлфл, Аугуст Лешник, Милан Антолкович, Драго Жалант Уйпешт: Ференц Сиклаи, Дьюла Футо, Петер Йоош, Анталь Салаи, Янош Темеш, Иштван Балог, Геза Кочиш, Енё Винце, Дьёрдь Сюч, Дьюла Женгеллер, Матьяш Тот |                                     |                    |        |                                                     |

### Ответные матчи
| 22 июня 1940 | Уйпешт | 0:1                | Граджянски (Загреб) | Будапешт                                                     |
| |        | (отчёт) (протокол) | Темеш 61′ (авт.)    | Стадион: Медьери ут Зрителей: 8000 Судья: Константин Илиеску |
| Уйпешт: Ференц Сиклаи, Дьюла Футо, Йенё Фекете, Анталь Салаи, Янош Темеш, Иштван Балог, Шандор Адам, Енё Винце, Дьюла Женгеллер, Липот Каллаи, Геза Кочиш Граджянски (Загреб): Эмил Урх, Мирослав Брозович, Иван Белошевич, Светозар Джанич, Иван Язбиншек, Мирко Кокотович, Звонимир Цимерманчич, Франьо Вёлфл, Аугуст Лешник, Милан Антолкович, Драго Жалант |        |                    |                     |                                                              |

| 23 июня 1940 | Ференцварош                                                                       | 11:1       | Славия (Сараево) | Будапешт                                              |
| 17:30 CET | Шароши 5′ 54′ 57′ 77′ 80′ · Кишш 21′ · Финта 24′ 30′ · Дьетваи 36′ · Биро 63′ 83′ | (протокол) | Бобетич 72′      | Стадион: Иллёи ут Зрителей: 10 000 Судья: Йон Чауряну |
| Ференцварош: Дьюла Чикош, Корнель Соика, Дьюла Польгар, Дьюла Лазар, Бела Шароши, Бела Поша, Михай Биро, Дьюла Кишш, Дьёрдь Шароши, Карой Финта, Ласло Дьетваи Славия (Сараево): Миленко Крстулович, Славко Загорац, Здравко Павлич, Воислав Марьянович, Иван Главочевич, Воислав Петкович, Воислав Видович, Анто Бобетич, Милан Райлич, Предраг Джяич, Бранко Шалипур |                                                                                   |            |                  |                                                       |

| 24 июня 1940 | Рапид (Бухарест)                     | 3:0        | Хунгария | Бухарест                                            |
| | Шипош 40′ · Богдан 43′ · Баратки 72′ | (протокол) |          | Стадион: АНЕФ Зрителей: 30 000 Судья: Франьо Базант |
| Рапид (Бухарест): Петре Рэдулеску, Йосиф Сливэц, Йосиф Ленгериу, Винтилэ Коссини, Георге Рэшинару, Йоаким Молдовяну, Вильмош Шипош, Йоан Ветцер, Иштван Авар, Дьюла Баратки, Йон Богдан Хунгария: Анталь Сабо, Карой Киш, Шандор Биро, Фридьеш Недьеши, Густав Шебеш, Янош Дудаш, Берталан Беки, Йожеф Видор, Енё Кальмар, Генрих Мюллер, Геза Сабо |                                      |            |          |                                                     |

| 24 июня 1940 | Венус (Бухарест) | 0:1 | БСК         | Бухарест                                               |
| |                  |     | Божович 15′ | Стадион: Арена Венус Зрителей: 10 000 Судья: Эрнё Кишш |
| Венус (Бухарест): Мирча Давид, Лазэр Сфера, Александру Негреску, Рудолф Деметрович, Густав Юхас, Йон Лупаш, Корнел Орза, Силвиу Плоештяну, Костас Хумис, Петре Вылков, Траян Йордаке БСК: Срджян Мркушич, Джордже Стоилькович, Эрнест Дубац, Петар Манола, Првослав Драгичевич, Густав Лехнер, Светислав Глишович, Светислав Валяревич, Воин Божович, Джордже Вуядинович, Милорад Николич |                  |     |             |                                                        |

## Полуфиналы
| Команда 1           | Итог | Команда 2        | 1-й матч | 2-й матч |
| ------------------- | ---- | ---------------- | -------- | -------- |
| БСК                 | 1:2  | Ференцварош      | 1:0      | 0:2      |
| Граджянски (Загреб) | 0:0  | Рапид (Бухарест) | 0:0      | 0:0      |

### Первые матчи
| 30 июня 1940 | БСК          | 1:0        | Ференцварош | Белград                                            |
| 17:30 CET | Глишович 32′ | (протокол) |             | Стадион: БСК Зрителей: 10 000 Судья: Франьо Базант |
| БСК: Срджян Мркушич, Джордже Стоилькович, Эрнест Дубац, Петар Манола, Првослав Драгичевич, Густав Лехнер, Светислав Глишович, Светислав Валяревич, Воин Божович, Джордже Вуядинович, Милорад Николич Ференцварош: Дьюла Чикош, Корнель Соика, Бела Поша, Дьюла Лазар, Дьюла Польгар, Бела Шароши, Михай Биро, Дьюла Кишш, Карой Финта, Иштван Кисей, Ласло Дьетваи |              |            |             |                                                    |

| 30 июня 1940 | Граджянски (Загреб) | 0:0        | Рапид (Бухарест) | Загреб                                                |
| |                     | (протокол) |                  | Стадион: Граджянски Зрителей: 10 000 Судья: Эрнё Кишш |
| Граджянски (Загреб): Эмил Урх, Мирослав Брозович, Иван Белошевич, Светозар Джанич, Иван Язбиншек, Мирко Кокотович, Звонимир Цимерманчич, Франьо Вёлфл, Аугуст Лешник, Милан Антолкович, Флориян Матекало Рапид (Бухарест): Петре Рэдулеску, Йосиф Сливэц, Йосиф Ленгериу, Винтилэ Коссини, Георге Рэшинару, Йоаким Молодовяну, Йон Богдан, Франчиск Симко, Дьюла Баратки, Дан Гаврилеску, Иштван Авар |                     |            |                  |                                                       |

### Ответные матчи
| 7 июля 1940 | Ференцварош            | 2:0     | БСК | Будапешт                                             |
| | Шароши 65′ · Лазар 72′ | (отчёт) |     | Стадион: Иллёи ут Зрителей: 12 000 Судья: Адольф Мис |
| Ференцварош: Дьюла Чикош, Корнель Соика, Бела Поша, Бела Шароши, Дьюла Польгар, Дьюла Лазар, Михай Биро, Дьюла Кишш, Карой Финта, Дьёрдь Шароши, Ласло Дьетваи БСК: Срджян Мркушич, Джордже Стоилькович, Эрнест Дубац, Петар Манола, Првослав Драгичевич, Густав Лехнер, Светислав Глишович, Светислав Валяревич, Воин Божович, Джордже Вуядинович, Милорад Николич |                        |         |     |                                                      |

| 7 июля 1940 | Рапид (Бухарест) | 0:0        | Граджянски (Загреб) | Бухарест                                             |
| |                  | (протокол) |                     | Стадион: АНЕФ Зрителей: 12 000 Судья: Тодор Атанасов |
| Рапид (Бухарест): Петре Рэдулеску, Йосиф Сливэц, Йосиф Ленгериу, Винтилэ Коссини, Георге Рэшинару, Йоаким Молодовяну, Вильмош Шипош, Франчиск Симко, Дьюла Баратки, Иштван Авар, Йон Богдан Граджянски (Загреб): Эмил Урх, Мирослав Брозович, Иван Белошевич, Светозар Джанич, Иван Язбиншек, Мирко Кокотович, Бранко Плеше, Звонимир Цимерманчич, Франьо Вёлфл, Милан Антолкович, Флориян Матекало |                  |            |                     |                                                      |

### Плей-офф
| 10 июля 1940 | Граджянски (Загреб) | 1:1 (доп. вр.) | Рапид (Бухарест) | Суботица                                                            |
| | Цимерманчич 1′      | (протокол)     | Богдан 14′       | Стадион: Край Сомборске капие Зрителей: 6000 Судья: Кальман Тихмери |
| Граджянски (Загреб): Эмил Урх, Мирослав Брозович, Иван Белошевич, Светозар Джанич, Иван Язбиншек, Мирко Кокотович, Бранко Плеше, Звонимир Цимерманчич, Франьо Вёлфл, Милан Антолкович, Флориян Матекало Рапид (Бухарест): Петре Рэдулеску, Йосиф Сливэц, Йосиф Ленгериу, Йон Костя, Йоан Ветцер, Йоаким Молодовяну, Раду Флориан, Франчиск Симко, Дьюла Баратки, Дан Гаврилеску, Йон Богдан |                     |                |                  |                                                                     |

## Финал
| Команда 1   | Итог | Команда 2        | 1-й матч | 2-й матч |
| ----------- | ---- | ---------------- | -------- | -------- |
| Ференцварош | —    | Рапид (Бухарест) | —        | —        |

Согласно первоначальному расписанию турнира, финальные матчи планировалось сыграть в июле 1940 года, однако их проведение оказалось невозможным из-за ухудшающейся политической обстановки на фоне событий Второй мировой войны. Территориальные претензии Венгрии к Румынии вызвали тяжёлый дипломатический кризис, который завершился оккупацией Северной Трансильвании венгерскими войсками.

## Лучшие бомбардиры
| № | Игрок                | Команда             | Голы |
| - | -------------------- | ------------------- | ---- |
| 1 | Дьёрдь Шароши        | Ференцварош         | 6    |
| 2 | Звонимир Цимерманчич | Граджянски (Загреб) | 3    |